# マルバカワヂシャ
マルバカワヂシャまたはブルックライム(Veronica beccabunga)は、オオバコ科に属する草本の多年生多肉植物である。ヨーロッパ、北アフリカ、北及び西アジアの小川や溝渠の周辺で育つ。帰化植物として、他の国で見られることもある。
しばしば赤みがかった枝は滑らかに広がり、茎の近くに角の丸い長方形の細かい鋸歯状の葉が対生で付く。小さな明るい青色または桃色の花は4枚の花弁を持つ。
種小名のbeccabungaは、デンマーク語で「小川の集団」という意味のbekkebungeに由来する。

## 医療への利用
トモシリソウ、オランダガラシとともに、伝統的に壊血病の治療に用いられる3つのハーブのうちの1つである。しかし、これらはどれもビタミンCを多く含むわけではなく、さらに液体を抽出する際にその大部分が壊れてしまうため、壊血病に対してはあまり効果がないと考えられる。